# Back in the World
Albums de Paul McCartney
Back in the U.S.
(2002) Twin Freaks
(2005)
Albums live de Paul McCartney
Back in the U.S.
(2002) Good Evening New York City
(2009)
Back in the World est un album live de Paul McCartney paru en 2003. Il s'agit d'une édition légèrement remaniée de l'album Back in the U.S. sorti l'année précédente, cette fois-ci pour le marché international.
Comme sur l'opus précédent, le disque comprend des chansons issues de toute la carrière de l'artiste, notamment de la période Beatles. Il crée également à nouveau la polémique en inversant la signature Lennon/McCartney malgré les protestations de Yoko Ono.
Si la critique ne prête que peu d'attention à ce qui n'est qu'un album live, qui plus est peu original puisque déjà sorti aux États-Unis, le succès commercial est au rendez-vous. Il se classe en effet 5e dans les charts britanniques, où il dépasse de loin le score établi par l'album précédent de McCartney, Driving Rain.

## Liste des titres
Disque 1
1. Hello, Goodbye
2. Jet
3. All My Loving
4. Getting Better
5. Coming Up
6. Let Me Roll It
7. Lonely Road
8. Driving Rain
9. Your Loving Flame
10. Blackbird
11. Every Night
12. We Can Work It Out
13. Mother Nature's Son
14. Carry That Weight
15. The Fool on the Hill
16. Here Today
17. Something

Disque 2
1. Eleanor Rigby
2. Here, There and Everywhere
3. Calico Skies
4. Michelle
5. Band On The Run
6. Back in the U.S.S.R.
7. Maybe I'm Amazed
8. Let 'Em In
9. My Love
10. She's Leaving Home
11. Can't Buy Me Love
12. Live and Let Die
13. Let It Be
14. Hey Jude
15. The Long and Winding Road
16. Lady Madonna
17. I Saw Her Standing There
18. Yesterday
19. Sgt. Pepper's Lonely Hearts Club Band/The End

## Personnel
- Paul McCartney : Chant, basse, guitare, piano
- Brian Ray : Guitares, basse, chant, chœurs
- Rusty Anderson : Guitares, chant, chœurs
- Paul Wickens : Claviers, piano, orgue, chœurs
- Abe Laboriel Jr. : Batterie, chœurs